# 博洛尼亚诺
博洛尼亚诺（義大利語：Bolognano），是意大利佩斯卡拉省的一个市镇。总面积16.75平方公里，人口1211人，人口密度72.3人/平方公里（2009年）。ISTAT代码为068003。